# 藤堂高兌
藤堂 高兌（とうどう たかさわ）は、伊勢津藩の第10代藩主。元は伊勢久居藩の第12代藩主、久居陣屋の主。藤堂家宗家10代、久居藩藤堂家12代。

## 生涯

### 久居藩主時代
天明元年（1781年）4月2日に生まれる。寛政2年（1790年）10月29日、第11代久居藩主・高矗の養嗣子となり、養父が死去すると久居藩主となった。寛政7年（1795年）2月15日、将軍徳川家斉に御目見する。同年12月17日、従五位下・左近将監に叙任する。寛政8年（1796年）4月18日、初めてお国入りする許可を得る。
藩主就任直後は幼少であったため、家老の藤堂八座の補佐を受ける。久居藩は藩主の早世や本家の津藩主への転任が多かったため、藩政が安定化せずに混乱し、財政も窮乏化していた。成長した高兌は藩政改革を試みる。寛政9年（1797年）に「義倉積米」制度を制定した。これは、藩士の知行や扶持米のうち、100分の1を積み立てる貯金のようなものであった。そして高兌はこの資金を基に、藩内における新たな事業資金にしたり、経済的に窮乏している者に対しての貸付金にしたり、さらには藩校の運営資金や災害復興費などに当てた。父で津藩を継いでいた高嶷もこれを助けている。他にも法令の整備、行政機構の改善、綱紀の引き締めなどを行なって、乱れていた藩政を立て直した。なお、「義倉積米」制度は廃藩置県まで継続され、最終的には11万6800両も積み立てられたが、長期にわたって継続することができたのは、高兌があくまで資金を公的に使い、私的に使うことを厳禁していたためであると言われている。

### 津藩主時代
文化3年（1806年）2月24日、津藩主高嶷の嫡孫・高巽（高兌の兄高崧の子）が早世した。次いで、同年8月26日、父である津藩主高嶷が死去した。そのため、同年10月12日、久居藩主であった高兌が本家を継いだ。久居藩主は高兌の弟である高邁が継いだ。久居藩主から津藩主への転任は、上述の通り藩政に混乱をきたすほど常態化しており、父・高嶷に続いて高兌も新たな一人となった。同年12月16日、従四位下に昇進し、和泉守に改めた。文化5年12月16日（1809年）、侍従に任官した。
高嶷の津藩主時代にも、財政再建を主とした藩政改革が行われていた。金融政策・殖産興業・土地制度改革がそれである。ところが金融政策において借金の棒引きを強行し、土地制度においても均田制を目指した結果、それまで地主であった者たちから反発を受けたため、藩政改革は挫折した。このため、高嶷の評判は藩内で非常に悪かった。そのような中で跡を継いだ高兌に対しては、その政治手腕に期待する者も多かったが、同時に反発する者も少なくなかった。
そのため高兌はまず、藩内における支持を得るため、綿服を常に着て、質素倹約を自ら率先して行なった。自らの生活費などの出費を切り詰め貯金し、10年後には1000両以上の貯金を築き上げたとまで言われている。このため、高兌に反発していた家臣もその政策を支持せざるを得なくなり、倹約にも努めたと言われている。
高兌は津藩の藩政改革には久居藩と同じく、法令の整備や行政機構の改善、藩校・有造館の創設などを手始めに行なった。久居から藩主を迎えるのが常態化し、安定した家督相続が行われない状況下で、津藩でも藩政が不安定化で財政が窮乏化していたのである。財政再建のため、灌漑用水の整備や産業の育成などにも努めている。さらにこの頃、津藩では綱紀が緩んで不正が相次いでおり、領民も苦しんでいたが、高兌はこれを解決するために勧農方という制度をつくり、新しい役職を設置した。これは、高兌の信任における者が就任し、定期的に領内を巡察し、民情を自分に報告させ、農政指導にも当たらせるというものであった。高兌も折を見ては自ら領内を巡察したと言われている。また、灌漑用水などの治水工事にも大きな成功を収め、これによって領民の生活は再建されたという。これに感謝した65の村の領民が年貢でもないのに、藩主に対して240俵を献上したと言われている。
高兌は政治手腕にも優れていたが、教養人・文化人としても優れていた。津藩は大藩であるにもかかわらず、それまで藩校がなく、有造館が創設されたのは高兌の時代のことである。高兌は有能な人材を求めて、有造館の他に崇広堂、善正寮、有恒寮などを創設し、藩士の子弟はもちろんのこと、領民にも教育の奨励を促した。この藩校創設のとき、高兌は津阪東陽を登用して、国学や兵法、武術、洋学、医学、西洋数学を取り入れたのである。教育普及と進んだ教育の取り入れには、東陽の手腕と高兌の学問好きが一因していたとも言える。このように、高兌の藩政改革は財政再建、人心収攬、教育制度確立、藩政の安定化など、いずれも成功を収めた。

### 領民に慕われながらの死去
高兌の父・高嶷は厳しい藩政改革を行なって、「神仏の敵」とまで呼ばれるほど領民から嫌われていた。それに対して、藩政改革に大いに成功を収め、領民にも善政を施した高兌は、領民から大いに慕われていた。高兌は文政7年（1824年）12月17日に44歳で病死するが、このとき領民の多くが高兌の病気平癒、いわゆる「御命乞」を願って神社仏閣に対して祈願したと言われている。これは高兌や家臣が指示したものではなく、領民が自発的に行なったものであった。これを見てもわかるように、高兌の政治は領民から大いなる支持を得ていた。

### 死後と評価

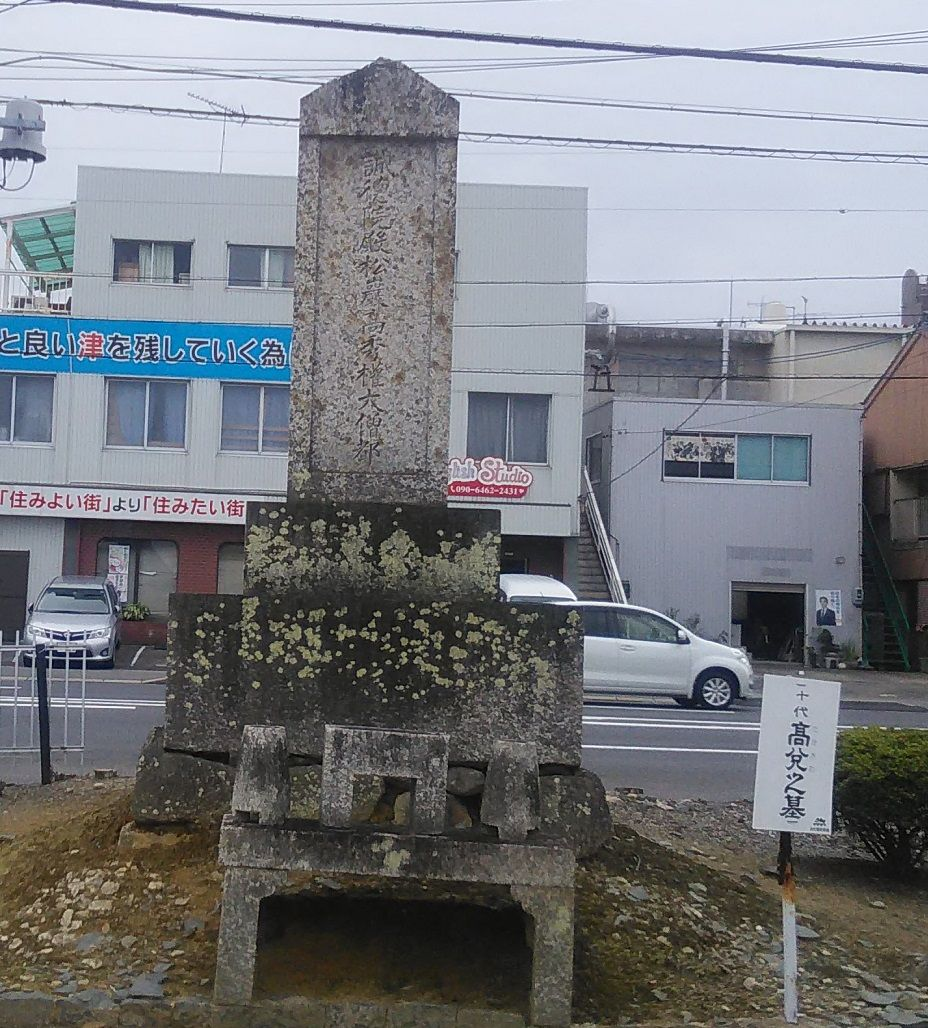
藤堂高兌の墓(津市寒松院)

高兌は江戸時代後期の名君の一人である。当時、44歳は若いとは言えないが、高兌がもし長命だったなら、藩の行く末は大いに変わっていたと考えられる。
高兌の死後に跡を継いだ長男の高猷は、あまり優れた人物とは言えず、津藩の財政は再び悪化していった。
大正6年（1917年）11月17日、大正天皇が特旨をもって高兌に従三位を追贈した。

## 系譜
- 父：藤堂高嶷
- 母：今津氏 − 側室
- 養父：藤堂高矗[2]
- 正室：永井直進の娘
- 側室：愛川氏 − 側室
  - 長男：藤堂高猷（1813−1895）
- 側室：侍女
  - 次男：中川久昭（1820-1889）
  - 男子：藤堂高美（1824-1864）
  - 女子：稲葉正守正室